# Datos y Mensajes
Datos y Mensajes fue una programadora y una productora de televisión colombiana. 
Esta programadora tuvo durante varios años al Noticiero TV Hoy y se mantuvo al aire durante 22 años.

## Historia
Fue fundada la licitación de 1979, por la familia del expresidente de Colombia Misael Pastrana Borrero (quien fue presidente de la república entre 1970 y 1974), su esposa María Cristina Arango, sus hijos Juan Carlos, Andrés, Jaime y Cristina Pastrana Arango y Daladier Osorio. Empezó como una empresa de comunicaciones y el 1 de agosto de 1979, Datos y Mensajes ya se oficializaba directamente como una programadora. Su objetivo inicial era informar, recrear, divertir y educar sanamente a la familia colombiana a través de sus espacios.
En diciembre de 1987 Datos y Mensajes fundó una empresa llamada TV Cable que era empresa de televisión por cable y que la tenía como una sociedad conformada por el periódico El Tiempo y sus programadoras mayoristas como Caracol Televisión, RCN Televisión y RTI Televisión, este sistema de cable tenía 4 canales codificados de los canales latinoamericanos, noticias, deportes y cine, además era donde el usuario conectaba una antena de cable y un codificador y que servía para instalar los 4 canales codificados. 
En agosto de 1988, Datos y Mensajes entró a formar parte de la Organización de Televisión Iberoamericana (OTI) y en esa misma fecha se crea la OTI Colombia, que fue un consorcio de programadoras que tenía la licencia para transmitir los Juegos Olímpicos, la Copa Mundial de fútbol y el Festival OTI de la Canción, para las programadoras de Datos y Mensajes, Caracol Televisión, RCN Televisión, RTI Televisión, Producciones PUNCH y Producciones JES (las mismas que estaban afiliadas a la OTI).
En 1989 junto con Intervisión y Prego Televisión entonces la programadora Datos y Mensajes fue la primera programadora en comercializar a Mejía y Asociados S.A. 
En 1991 a esta programadora se le adjudicó el Noticiero TV Hoy en los fines de semana los sábados, domingos y festivos a las 20:30 por la Cadena Uno, debido a las restricciones del gobierno de la época de César Gaviria en el que una programadora que licitara para un noticiero no estaba obligada a otro espacio adicional. 
En 1995 TV Cable tuvo el sistema de Fibra Óptica que además servía para visualizar los canales codificados y que además en el 2007 TV Cable se convirtió en la empresa mexicana Telmex y que hoy en día hace parte de la empresa mexicana Claro, además Datos y Mensajes fue una de las socias de TV Cable Ltda al igual que Caracol Televisión, el periódico El Tiempo, RCN Televisión y RTI Televisión.
En la licitación de 1997 le adjudicó a Datos y Mensajes a 9.5 horas de programación y se pasó al Canal A el 1 de enero de 1998, al mismo tiempo que RTI Televisión, Proyectamos Televisión y Nuevos Días Televisión (que ahí se pasaba a llamarse En Vivo Televisión).
Durante las elecciones presidenciales de 1998 en el que allí fue elegido Andrés Pastrana como presidente de Colombia, pues esta programadora tuvo que ser vendida al comercializador de televisión Carlos Mejía con su empresa Mejía y Asociados, aunque sus espacios dependía de la comercialización de Mejía y Asociados. La crisis de la televisión colombiana obligó a que el Noticiero TV Hoy se unificara con sus equipos técnicos y periodísticos con el Noticiero NCA (Las Noticias de la Noche) de Big Bang Televisión y a partir de mayo de 2000 la emisión pasó a ser de siete días a la semana, esto con la idea de unificar la imagen de los dos noticieros, y se eligió al Noticiero TV Hoy por su trayectoria y reconocimiento, mientras que Mejía y Asociados se encargara de comercializar el informativo. Pero de nada valieron los esfuerzos que se hicieron en este tiempo por la falta de publicidad y se mantuvo en las pantallas por más de 14 meses al aire, y seguir solo emitiéndose todos los sábados y domingos, pero la comercialización corrió a cargo esta vez de la comercializadora Comtevé de Caracol Televisión. Su último esfuerzo fue en julio de 2001, al firmar un acuerdo con Coestrellas, Big Bang Televisión y la propia Mejía y Asociados con el objetivo de dar más coherencia al Canal A que estaba siendo afectado por la crisis. Pues allí se emitía los espacios como TV Hoy Deportes un magazín deportivo con Esteban Jaramillo y Carlos Julio Guzmán, TV Hoy Mujeres un magazín femenino con Adriana Arango y Elvia Lucía Dávila, Especiales TV Hoy, Al Aire un especial periodístico presentado por Jairo Clopatofsky exsenador de Colombia, una franja infantil, un espacio de largometrajes en la franja de la tarde, el humorístico Lente sin Vergüenza, Charlas con Pacheco y Cine Hoy, pero totalmente fue un fracaso rotundo por 5 meses y como consecuencia se separaron el 21 de diciembre de 2001. 
El 31 de diciembre de 2001 Datos y Mensajes fue devuelto los espacios a la Comisión Nacional de Televisión (hoy Comisión de Regulación de Comunicaciones) al igual que la última emisión del Noticiero TV Hoy que fue el domingo 23 de diciembre de 2001, en plenas navidades después de 22 años ininterrumpidos de labores. Actualmente los archivos fílmicos del Noticiero TV Hoy están bajo la disposición de la Fundación Patrimonio Fílmico Colombiano, lo cual la programadora los donó al momento de cancelar sus emisiones.

## Convenios de programadoras
Esta reconocida programadora tuvo convenios con RCN Televisión y Proyectamos Televisión a principios y mediados y finales de los 80s. y a principios y mediados de los 90s, también tenía convenios con RTI Televisión y DFL Televisión, Coestrellas y Big Bang Televisión.

## Noticiero TV Hoy
Este informativo de mayor recordación en la historia de la televisión colombiana nació el miércoles 1 de agosto de 1979, cuando le fue adjudicado a Datos y Mensajes un horario para producir un informativo. 
En la licitación de 1997 fue adjudicado en los fines de semana a las 19:30, enfrentado al noticiero Uninoticias de Uni TV, ese horario fue adjudicado en lugar de la 20:30 que tenía en la anterior licitación de 1991. 
Sus primeras emisiones fueron en blanco y negro, y utilizando el formato de 16 milímetros, pero con el paso del tiempo demostró ser de los más innovadores en materia de los avances tecnológicos como los enlaces en directo desde diferentes partes del país y del mundo, la extensa red de corresponsales y enviados especiales y la recepción de noticias vía satélite a través de diferentes agencias internacionales como la United Press International, Reuters, Associated Press, VisNews, las grandes cadenas norteamericanas ABC, CBS, NBC y CNN de Estados Unidos, Televisa de México y la Radiotelevisión Española, entre otros.
Este noticiero se preocupó por darle relevancia a la información internacional con el cubrimiento de noticias como:
- Los Juegos Olímpicos de Moscú de 1980
- Las Eurocopas de 1980, 1984, 1988, 1992, 1996 y 2000
- Las Elecciones presidenciales de Estados Unidos el martes 4 de noviembre de 1980
- El atentado contra el Papa Juan Pablo II el miércoles 13 de mayo de 1981
- La boda de la Princesa Diana de Gales el miércoles 29 de julio de 1981
- El asesinato del Presidente de Egipto, Anwar el Sadat el martes 6 de octubre de 1981
- La Guerra de las Malvinas el viernes 2 de abril de 1982
- El Mundial de Fútbol de España en 1982
- Los Juegos Olímpicos de Los Ángeles en 1984
- Las Elecciones Presidenciales de Estados Unidos el martes 6 de noviembre de 1984
- El terremoto de México el jueves 19 de septiembre de 1985
- El accidente del transbordador Challenger el martes 28 de enero de 1986
- La llegada del Cometa Halley el 9 de febrero de 1986
- El Desastre Nuclear en Chernóbil el sábado 26 de abril de 1986
- El Mundial de Fútbol de México 1986
- La Copa América de Argentina 1987
- Los Juegos Olímpicos Seúl 1988
- Las Elecciones presidenciales de Estados Unidos el martes 8 de noviembre de 1988
- La Represión en la Plaza de Tiananmén en China el domingo 4 de junio de 1989
- La Copa América de Brasil 1989
- La caída del Muro de Berlín el jueves 9 de noviembre de 1989
- El Golpe de Estado en Paraguay en 1989
- El Mundial de Fútbol de Italia 1990
- El fin del Comunismo en Europa en 1990
- La Guerra del Golfo Pérsico entre agosto de 1990 y enero de 1991
- La reunificación de Alemania como República el miércoles 3 de octubre de 1990
- La Copa América de Chile 1991
- La disolución de la Unión Soviética en 1991
- Los Juegos Olímpicos de Barcelona 1992
- Las Elecciones presidenciales de Estados Unidos el martes 3 de noviembre de 1992
- La Copa América de Ecuador 1993
- El Mundial de Fútbol de Estados Unidos 1994
- La Guerra civil ruandesa entre 1990 y 1993
- La Guerra de Bosnia entre 1992 y 1995
- La Copa América de Uruguay 1995
- Los Juegos Olímpicos de Atlanta 1996
- Las Elecciones Presidenciales de Estados Unidos el martes 5 de noviembre de 1996
- La Primera Clonación de un Animal (La Oveja Dolly) en 1997
- La Muerte de la Princesa Diana de Gales el domingo 31 de agosto de 1997
- La Copa América de Bolivia 1997
- El Mundial de Fútbol de Francia 1998
- El Escándalo del presidente de los Estados Unidos Bill Clinton en 1998
- La Guerra de Kosovo entre 1998 y 1999
- La Llegada del año 2000
- La Copa América de Paraguay 1999
- Los Juegos Olímpicos de Sídney 2000
- Las Elecciones presidenciales de Estados Unidos el martes 7 de noviembre de 2000
- La Copa América de Colombia 2001
- El Atentado a las Torres Gemelas el martes 11 de septiembre de 2001

También se le dio prioridad a la descentralización de la noticia en Colombia, así como también a las denuncias y las investigaciones, a través de su sección “Unidad Investigativa” dirigida por el también cronista Mario Morales. Estas osadías le valieron al noticiero reconocimientos como el premio Rey de España, el Simón Bolívar, el del Círculo de Periodistas de Bogotá y otros más que forman parte de su extensa galería de reconocimientos. 
En el Noticiero TV Hoy, además de los anteriormente mencionados Hernán Castrillón, Daisy Cañón y Efraín Marín. Otros presentadores del Noticiero TV Hoy fueron: la reconocida periodista Judith Sarmiento, Francisco Javier Díaz (quien fue subgerente y después director), William Restrepo, Juan Manuel Rodríguez, el reconocido periodista Juan Gossaín con su sección "Los Secretos de Juan Gossaín", Patricia Jaramillo, Milady Dau, Felipe Arias, Mabel Kremer, Samara García Méndez, Esteban Jaramillo, César Augusto Londoño, William Vinasco, Oscar Restrepo, Ramiro Dueñas, Mario Morales, Herich Frasser, Luis Eduardo Calderón, Juan Carlos Giraldo, Otto Gutiérrez, Edgar Téllez Mora, Jesús Garzón, José Gregorio Pérez, Julio de la Rue, Omar Jaimes, José Antonio Jiménez, Carlos Hernán Salazar, Víctor García, Luis Guillermo Troya, Jaime Orlando Gaitán, el padre Javier Arango, el padre Gonzalo Gallo, Javier Arboleda, Pedro Nel Valencia, Rodrigo Beltrán, Nora Correa, Vicky Dávila, Olga Walkiria Sánchez, Diana Mateus, Gloribett Pardo, Luisa Fernanda Montero, Diana Mejía Barón, Sonia Mesa, Carol Angélica Ramírez, Harriet Hidalgo, Mónica Rivillas, Claudia García, Eduardo Carvajal Rojas, Jaime Erazo, Mauricio Lengua, Yezid Baquero, Jhonson Rojas, Edilson Ballesteros, Giselle Aparicio, Gloria Cortés (con sus recordadas secciones “La Movida” y “TVO Bien”), Andrés Reina, Karen Martínez, Claudia Rey, Raquel Jaramillo entre otros presentadores que pasaron por este informativo y directores que pasaron por el Noticiero TV Hoy como fueron Roberto Pombo, Luis Alberto Moreno, Cristina Pastrana, Fernán Martínez Mahecha, Aris Vogel (que anteriormente fue subdirector) y Mauricio Prieto (gerente comercial de Mejía & Asociados) pero también el espacio noticioso tuvo informes de servicios sociales para no dejar al lado lo nacional; el Noticiero TV Hoy también tuvo información nacional.

## Producciones

### Programas
- Noticiero TV Hoy (1979-2001)
- Los 10 mejores de la música (1983)
- Informe especial (1983-1987)
- El costurero de Saúl (1987-1989)
- Biografías (1989)
- Música hoy (1989)
- Invitación de medianoche (1987)
- Conjunto cerrado (1996-1999) (en alianza con RTI Televisión)
- Mascotas (1999) (en alianza con RTI Televisión y DFL Televisión)
- Especiales con Gloria Cortes
- Tiempo de cine
- 0 es 3
- Datos del Mundial
- 360º
- Superfanáticos
- Entretenido
- Sabrosongo
- Cine Hoy
- Fin De Siglo
- TV Hoy Deportes
- TV Hoy Mujeres
- Especiales TV Hoy, Al Aire
- Lente sin vergüenza

### Telenovelas y series
- Los dueños del poder (en alianza con RCN Televisión y Proyectamos Televisión)
- Vanessa (en alianza con RCN Televisión y Proyectamos Televisión)
- Ellas (1992-1993)
- Vidas robadas

### Transmisiones deportivas
- Copa Mundial de Fútbol de 1990**
- Juegos Olímpicos de Barcelona 1992**
- Copa Mundial de Fútbol de 1994**
- Juegos Olímpicos de Atlanta 1996**
- Copa Mundial de Fútbol de 1998**

** En alianza con Caracol Televisión, RTI Televisión, RCN Televisión, Producciones PUNCH y Producciones JES, miembros de la OTI (en ese entonces Organización de Televisión Iberoamericana)

## Logotipos
- 1979-1983: Consiste de dos flechas rodeadas Blanco, Rojo y la frase «Datos y Mensajes».
- 1984-1987: El logo contiene el cuadro de líneas con la palabra «Datos y Mensajes», el texto y el cuadro de líneas son de colores Rojo y Azul respectivamente.
- 1987-1994: Un Globo Terráqueo de color gris y arriba el texto «Datos y Mensajes» en color Aguamarina y Tipografía Franklin Gothic.
- 1994-1997: Es el mismo globo terráqueo pero de color azul degradado y abajo el recuadro redondeado bordeado cortado en el medio de arriba con el texto «Datos y» en tipo de letra Avant Garde y debajo «Mensajes» en tipo de letra Helvetica Compressed.
- 1998-2001: Es el mismo, pero consiste tres globos terráqueos unidos en el continente con el texto «Datos y Mensajes», siendo el último logo.